# Emerson Thome
Emerson Thome (Porto Alegre, 30 maart 1972) is een voormalig Braziliaans voetballer. Hij speelde doorgaans als centrale verdediger.

## Clubcarrière

### Beginjaren
Thome begon zijn profcarrière bij achtereenvolgens SC Internacional, Académica Coimbra en FC Tirsense. Ook stond hij drie seizoenen onder contract bij het Portugese Benfica (1995–1998). Met Benfica won Thome de Taça de Portugal in 1996.

### Sheffield Wednesday
Thome bouwde daarop een lange carrière uit in de Engelse Premier League. Hij debuteerde bij Sheffield Wednesday en bleef een jaar op Hillsborough (1998–1999). Bij Sheffield Wednesday deelde Thome de kleedkamer met onder anderen de Nederlandse international Wim Jonk. Voor Sheffield Wednesday scoorde hij twee doelpunten; in de FA Cup 1998/99 tegen Stockport County en tegen Wimbledon in de Premier League (maart 1999).

### Chelsea
Thome was vervolgens een half seizoen op Stamford Bridge te zien bij Chelsea (2000). Hier lukte het niet voor Thome door concurrentie van onder anderen de Franse wereldkampioenen Frank Lebœuf en Marcel Desailly, waardoor hij zijn prijskaartje van £ 2.700.000 ,- dat Chelsea op 23 december 1999 neerlegde nooit heeft kunnen rechtvaardigen.

### Sunderland
Bij Sunderland (2000–2003) werd Thome door blessures evenmin een sterkhouder in de achterhoede. Een clausule in zijn verbintenis aan Sunderland betekende dat Sunderland een aanzienlijk bedrag moest overmaken aan Chelsea nadat hij 50 wedstrijden had gespeeld. Thome, bij de Black Cats indien fit vaker met Jody Craddock centraal achterin, scoorde twee goals in de competitie. Hij scoorde tegen Coventry City op 28 oktober 2000 en zorgde voor de gelijkmaker tegen Aston Villa op Nieuwjaarsdag 2002.

### Bolton Wanderers
In 2003 verkaste hij naar Bolton Wanderers. Thome, die transfervrij was, speelde een seizoen in het Reebok Stadium. Het hoogtepunt van zijn passage bij Bolton Wanderers, maar tegelijk ook de grootste ontgoocheling, was het bereiken en verliezen van de finale van de League Cup van 2004 tegen Middlesbrough op 29 februari 2004.

### Wigan Athletic
Thome bleef in de Premier League actief want met Wigan Athletic steeg hij in 2005 naar de hoogste afdeling met een allesbepalende 3–1 zege tegen Reading op 8 mei 2005.
In augustus 2004 kwam Thome voor een niet bekend gemaakt bedrag over van Bolton Wanderers. Echter verdween Thome algauw uit het vaste elftal en vanaf oktober 2005 werd hij door Wigan verhuurd aan Derby County. Het contract van de Braziliaan werd ontbonden halverwege het seizoen 2005/06 (februari 2006). Thome speelde uiteindelijk amper vijftien competitieduels voor Wigan.

### Vissel Kobe
Thome zette na het seizoen 2006/07 een punt achter zijn loopbaan bij het Japanse Vissel Kobe, voor wie hij Wigan in februari 2006 voor had ingeruild.

## Erelijst
| Competitie                    |                  |                  |                  |                  |
| Competitie                    | Aantal           | Jaren            |                  |                  |
| SC Internacional              | SC Internacional | SC Internacional | SC Internacional | SC Internacional |
| ----------------------------- | ---------------- | ---------------- | ---------------- | ---------------- |
| Campeonato Gaúcho             | 1x               | 1992             |                  |                  |
| FC Tirsense                   |                  |                  |                  |                  |
| Campeonato Brasileiro Série B | 1x               | 1993/94          |                  |                  |
| Benfica                       |                  |                  |                  |                  |
| Taça de Portugal              | 1x               | 1995/96          |                  |                  |
| Chelsea                       |                  |                  |                  |                  |
| FA Cup                        | 1x               | 1999/00          |                  |                  |
| FA Charity Shield             | 1x               | 2000             |                  |                  |